# 時松辰夫
時松 辰夫（ときまつ たつお、1937年 - 2021年 ）は、大分県九重町飯田高原出身の日本の木地師、クラフトデザイナーである。アトリエときデザイン研究所代表、ゆふいん暮らしのデザイン協会理事長（2016年発足）を務める。大分県由布市湯布院町に在住する。

## 来歴
1980年に大分県日田産業工芸試験所研究課デザイン室主任研究員を退官し、岩手県大野村をはじめとする全国各地の木工芸指導を開始した。1991年に大分県湯布院町内にアトリエときデザイン研究所とクラフトショップを開設し、現在も全国各地の指導を行う。
2015年にはJR九州の「或る列車」のランチで使用されているランチボックス、スープカップ、木のカトラリーを製作した。

## 人物
「DOMA 秋岡芳夫展モノへの思想と関係のデザイン」（目黒区美術館）では、時松は「日本有数のクラフトマン・ろくろ師」として紹介された。
「九州のムラへ行こうvoi.16」（九州のムラへ行こう出版堂）では、木工芸は美術工芸でも民芸でもなく、一般の人間が生活するのに必要な便利なものを生活の「用具」として美しく丈夫に作るのが木工芸の本当の姿であろうと語る。一般大衆のための工芸を表すために生まれた言葉がカタカナで書く「クラフト」という造語であるとも伝える。
約40年程前、日田駅前の開発により駅前の木（エノキか？）が切り倒されると聞き、日田産業工芸試験所の退職金で時松が木の生えている土地を買い取り、木を残したという逸話が残る。2016年現在、その木は日田駅前にそのままの状態で残る。

## 受賞歴
- 第12回国井善太郎産業工芸賞受賞（1984年）[3]
- 第36回九州クラフトデザイン展グランプリ（1998年）[3]
- 第15回岩手農民文化賞受賞（2005年）[3]
- 第47回日本クラフトデザイン協会 日本クラフト展 日本クラフト大賞・経済産業大臣賞受賞（2008年）[3]
- 第56回日本クラフトデザイン協会 日本クラフト展 招待審査員賞（吉田龍太郎賞）受賞（2017年）[4]

## 講師歴
- 東北工業大学非常勤講師（1981年 - 2012年）[3]
- 宮城学院女子大学非常勤講師（1983年 - 2011年）[3]
- 東北大学非常勤講師（1984年 - 2000年）[3]

## 著書
- 「山村クラフトのすすめ〜地域資源を生かすデザイン〜」（1998年、社団法人全国林業改良普及協会、ISBN 4881380575）[3]

## 掲載書誌
- 季刊地域No.01（2010年5月、社団法人農山漁村文化協会）
- DOMA 秋岡芳夫展 モノへの思想と関係のデザイン（2011年、目黒区美術館）
- 九州のムラへ行こうvoi.16（2011年、九州のムラへ行こう出版堂）
- 月刊セーノ!2016年4月号

## 木工芸指導地域
- 岩手県大野村[3]
- 沖縄県石垣市[3]
- 宮城県津山町[3]
- 北海道置戸町[3]
- 宮城県鶯沢町[3]
- 北海道帯広市[3]
- 秋田県大館市[3]
- 秋田県能代市[3]
- 宮城県白石市[3]
- 島根県匹見町[3]
- 東京都奥多摩町[3]
- 宮城県唐桑町[3]
- 熊本県各町村[3]
- 大分県大山町[3]
- 大分県中津江村[3]
- 長野県飯田市[3]
- 茨城県大洋村[3]
- 静岡県伊豆市[3]
- 山形県真室川町[3]
- 高知県四万十町[3]
- 山形県上山市[3]
- 山形県温海町[3]
- 宮城県仙台市[3]
- 長崎県新上五島町[3]
- 沖縄県国頭村[3]
- 鳥取県隠岐の島町（2016年より指導開始）[要出典]